# هيكيكوموري

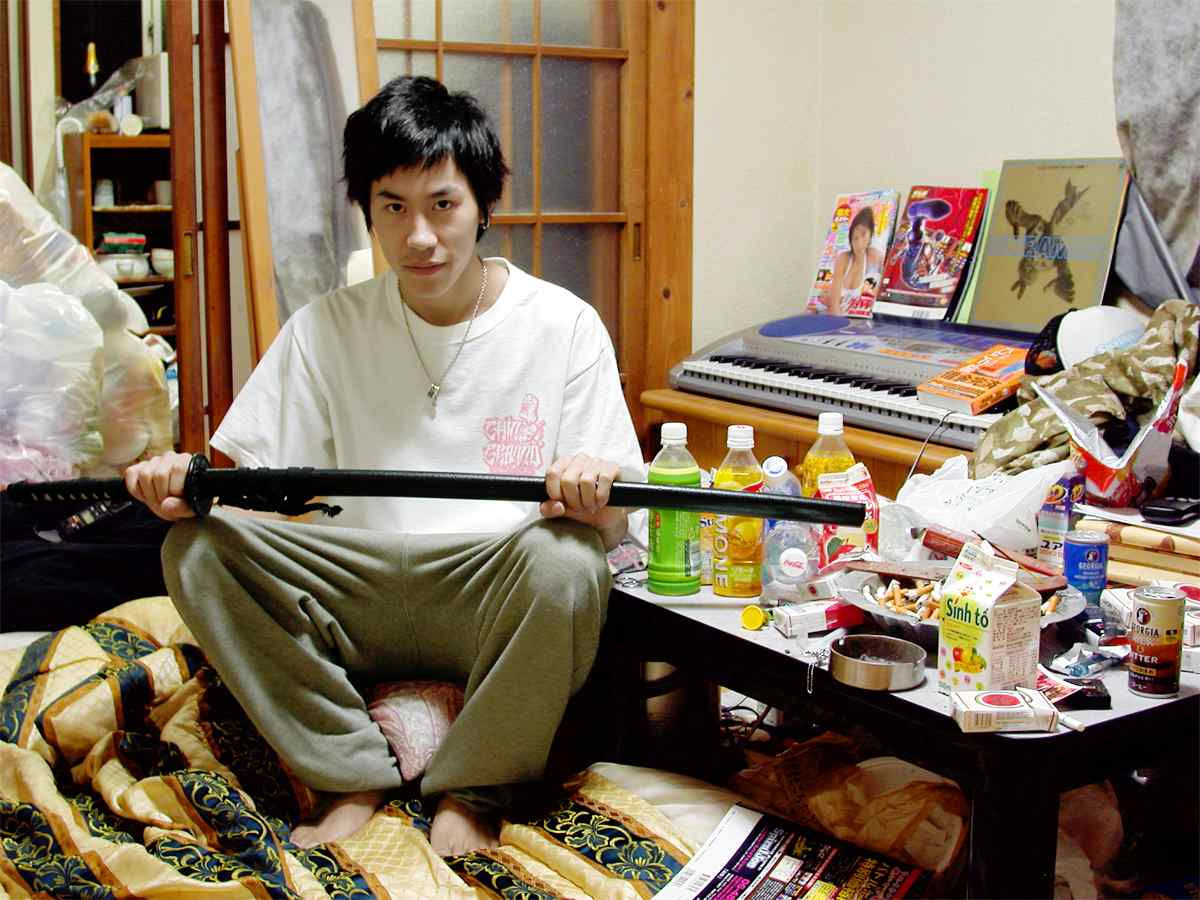
صورة لشاب ياباني في عام 2004 يعيش في حالة الهيكيكومورية

هيكيكوموري أو (باليابانية: ひきこもり) وهو مصطلح يعني حرفيًا:(انسحاب، التقوقع) إي الانسحاب الاجتماعي أو العزلة لدى المراهقين والبالغين.
وزارة الصحة اليابانية تطلق هذا المصطلح على الأشخاص الذين يرفضون الخروج من منازلهم، والذين يرفضون التفاعل مع المجتمع عن طريق انعزالهم في المنزل لفترة زمنيه طويلة تزيد عن ستة أشهر.
وفقًا لاحصائيات الحكومة لعام 2010 ، تشير الاحصائيات أن هناك أكثر من 700 ألف شخص يعاني من العزلة يتراوح معدل أعمارهم 31 سنة.
وكما يقول عالم النفس الياباني تاماكي سايتو، هناك أكثر من مليون هيكيكوموري في اليابان، والعدد في ازدياد مستمر، نتيجة المشاكل الاجتماعيه والثقافية.